# Херсонський природно-екологічний музей
Херсонський природно-екологічний музей — природничий відділ Херсонського краєзнавчого музею, створений у 1898 р. Вперше музей було відкрито для відвідувачів 29 січня 1906 року.

## Історія музею
Губернський ентомолог Й. К. Пачоський у 1898 році створив у місті Херсоні ентомологічний кабінет, котрий перетворився на природничо-історичний музей. Вже у 1906 році для цього музею побудували двоповерхову будівлю, де наразі і розміщується природничий відділ Херсонського краєзнавчого музею. В самій основі природознавчого відділу музею — унікальна за своїм складом колекція фауни та флори Херсонщини. Вона була створена наприкінці 19 ст. вченим Й. К. Пачоським. Найцікавішою для туристів та гостей міста є виставка «Рідкісні та зникаючі тварини світу», де можна побачити сніжного барса, леопарда та ведмедів.
Справжньою окрасою музею є експозиція, яка присвячена мешканцям світового океану, де центральним експонатом виступає скелет синього кита довжиною 30 метрів.

### Природничо-наукові колекції
- Геологія
- Гербарій
- Земноводні
- Молюски
- Насіння
- Палеонтологія
- Птахи
- Ссавці
- Членистоногі
- Меморіальний фонд Й. К. Пачоського